# バンド理論
固体物理学における固体のバンド理論（バンドりろん、英: band theory）または帯理論とは、結晶などの固体物質中に分布する電子の量子力学的なエネルギーレベルに関する理論を言う。1920年代後半にフェリックス・ブロッホ、ルドルフ・パイエルス、レオン・ブリルアンらによって確立された。なお、価電子帯の最高部（英: valence band maximum, VBM）と伝導帯の最低部（英: conduction band minimum, CBM）とのエネルギー差をバンドギャップといい、価電子帯での電子が占める最高エネルギー準位をフェルミ準位という

## 概要
量子力学によると、束縛状態の電子が取りうるエネルギー準位は、特定の準位のみに限定され飛び飛びに（離散的に）なる。しかし、固体中の外殻電子は、隣接する原子の電子との相互作用によって、電子の取りうるエネルギー準位の幅が広がって連続的（バンド構造）になる。
一方で、電子が取りえないエネルギー準位も依然として存在し、バンドとバンドの間の空隙（ギャップ）となる。これをエネルギーバンドギャップという。
ブロッホの定理によると、結晶中の電子の波動関数(結晶中の電子の電子状態)は、波数と呼ばれる量子数によって指定される。このことが、エネルギーと波数の関係式が原理的に書き下せることを保障している。

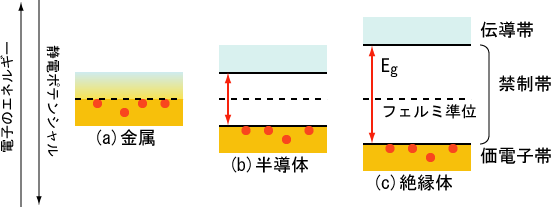
金属、および半導体・絶縁体のバンド構造の簡単な模式図

エネルギーバンドの特徴は、絶縁体と金属の違いを説明することができる。絶縁体や半導体では、フェルミ準位は価電子帯と伝導帯の間のギャップの中に存在するため、自由電子が存在しない。一方、金属はエネルギーバンドの中にフェルミ準位が存在するため、バンドギャップを超えることなく電子がエネルギーを得ることができる、すなわち、わずかなエネルギーで電子を動かすことができる（電流が流れる）。このような絶縁体、金属の分類の描像は20世紀の半ばには確立されていた。しかし単純なバンド理論では説明できない絶縁状態（モット絶縁体）も存在し、強相関電子系と呼ばれる分野で研究されている。

## 方法
- ほとんど自由な電子(NFE)
- 自由電子
- 擬ポテンシャル
- 直交化された平面波(OPW)
- 強結合近似(TB近似)
- マフィンティンポテンシャル
- 密度汎関数理論
- グリーン関数法
- グリーン-久保公式
- モット絶縁体
- クローニッヒ・ペニーのモデル
- ハバードモデル